# Mordecai Cubitt Cooke

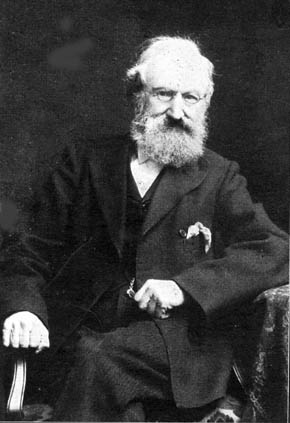
Mordecai Cubitt Cooke.

Mordecai Cubitt Cooke, född den 12 juli 1825 i grevskapet Norfolk, död den 27 oktober 1913 i Southsea, var en engelsk botanist. Auktorsnamnet Cooke kan användas för Mordecai Cubitt Cooke i samband med ett vetenskapligt namn inom botaniken; se Wikipediaartiklar som länkar till auktorsnamnet.
Cooke tillägnade sig på egen hand kunskaper, verkade i flera år som skollärare och utbildade sig till en framstående kännare av kryptogamerna, i främsta rummet svamparna. På sistnämnda område författade han bland annat Rust, smut, mildew, and mould (1865; om mikroskopiska svampar; flera upplagor), Fungi; their nature, influence, and uses (1874), Illustrations of British fungi (Hymenomycetes, 8 band, 1881–1891; med 1 200 planscher i kromolitografi efter teckningar av honom själv), Handbook of Australian fungi (1892) och Edible and poisonous mushrooms (1894). Därjämte utgav han Handbook of British Hepaticæ (1894) med mera. Cooke uppsatte 1872 och redigerade 20 årgångar av tidskriften Grevillea, vari kryptogamer behandlas. Åren 1861–1892 var han anställd vid departementet för Indien såsom vetenskaplig funktionär samt vid India Museum och hade dessutom vård om svampavdelningen i den botaniska trädgården i Kew. Hans herbarium och originalteckningar inköptes för nationalherbariet där. Cooke tilldelades Linnean Medal från Linnean Society of London 1903.